# Hiperventilação

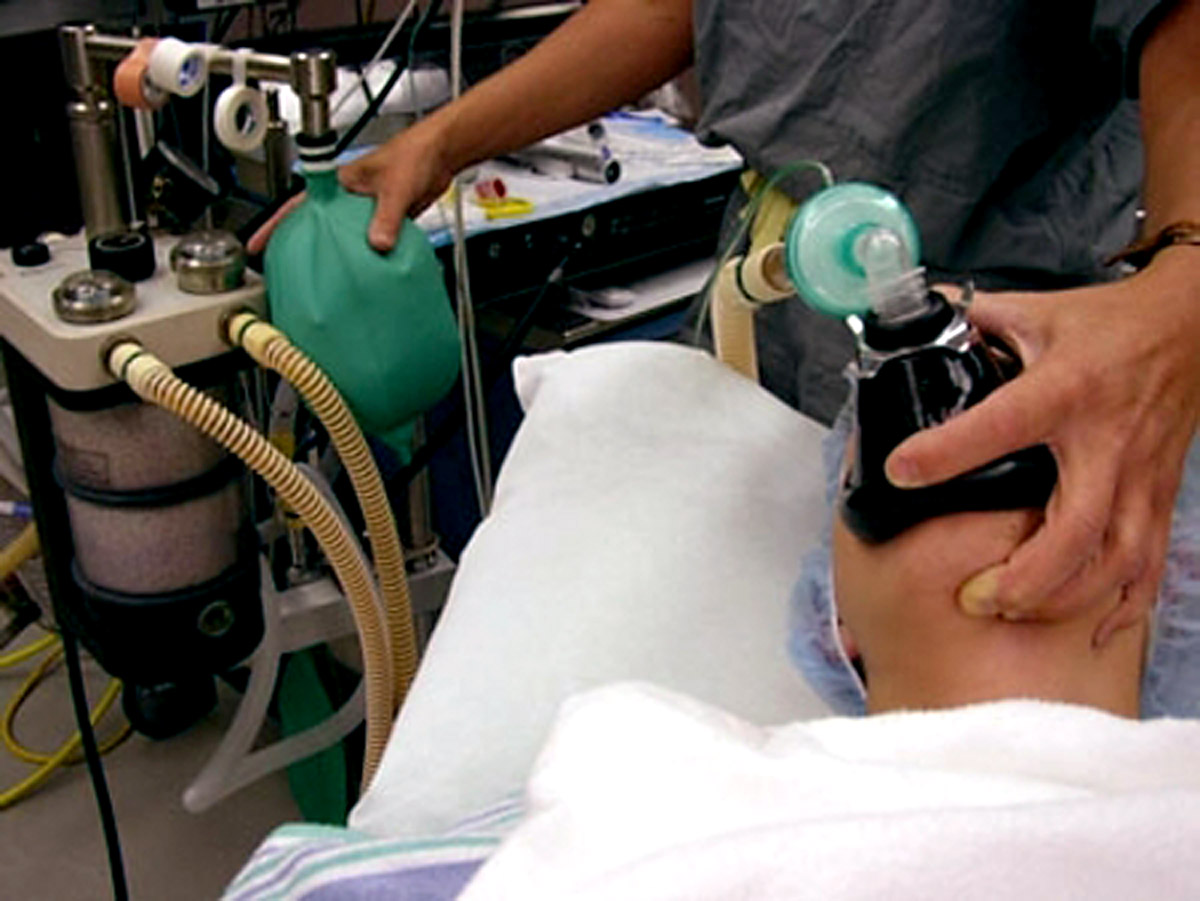
Ventilação com máscara

Hiperventilação é a condição que se estabelece quando a ventilação pulmonar é maior que a necessária para a eliminação de CO2. Em outros termos,  é um acréscimo anormal da quantidade de ar que ventila os pulmões, seja pelo aumento da frequência ou da intensidade da respiração. A causa mais comum da hiperventilação é a ansiedade, mas exercícios físicos, febres e doenças respiratórias também costumam levar a esse estado. A hiperventilação pode estar associada a ataques de pânico, e outros transtornos de ansiedade, segundo a classificação CID-10.
Não deve ser confundida com a síndrome da hiperventilação  (HVS, do inglês hyperventilation syndrome) ou síndrome da hiperventilação crônica (CHVS, do inglês chronic hyperventilation syndrome), que é um distúrbio respiratório, de origem psicológica ou fisiológica. 
A consequência metabólica da hiperventilação é a hipocapnia, isto é: a diminuição do teor de dióxido de carbono dissolvido no sangue. Como o dióxido de carbono é transportado no sangue como ácido carbônico, a hiperventilação aumenta o pH sanguíneo, fenômeno conhecido como alcalose respiratória.
Os sintomas mais comuns da hiperventilação são: sensação de estar flutuando, tontura, vertigem, desmaios, dores no peito, parestesias (formigamento ou adormecimento) em vários locais do corpo, como a ponta dos dedos em volta da boca, taquicardia, palpitações, visão borrada, sensação de falta de ar, disfagia, náuseas, dor abdominal, distensão abdominal, dores musculares, tremores, tetania, ansiedade, medo, fadiga, exaustão, sonolência, fraqueza.